# Pic d'Adam
El Pic d'Adam (Adam's Peak en anglès, en singalès Samanala Kanda - සමනළ කන්ද "Muntanya de la Papellona"; en àrab Al-Rohun; en tàmil Sivanolipatha Malai - சிவனொளி பாதமலை) és una muntanya cònica de 2.243 metres d'altitud situada a Sri Lanka, reverenciada com un lloc sagrat per hinduistes, budistes i musulmans. També s'anomena Sri Pada o Sri Paadaya ශ්‍රී පාදය 

## Geografia
La muntanya està localitzada a l'extrem meridional de les Central Highlands, al districte Ratnapura de la província de Saaragamuwa, a 40 km al nord-est de la ciutat de Ratnapura. La regió dels voltants són cims molt boscosos, amb cap altre cim que se li pugui comparar amb l'alçada. La regió al voltant de la muntanys és una reserva de la vida salvatge, en la que hi ha moltes espècies animals, des d'elefants a lleopards, i que inclou moltes espècies endèmiques.

## Camins
Es pot ascendir a la muntanya per 6 senders (Ratnapura-Erathna, Murraywatte, Hatton-Nallathanni, Kuruwita-Erathna, Murraywatte, Mookuwatte&Malimboda). Les més populars són els rutes Nallathanni&Palabaddala. El camí Kuruwita-Erathna també és popular. Les altres tres rutes són més fosques. La majoria dels peregrins utilitzen la ruta Hatton, que és una jornada a peu.

## Nomenclatura

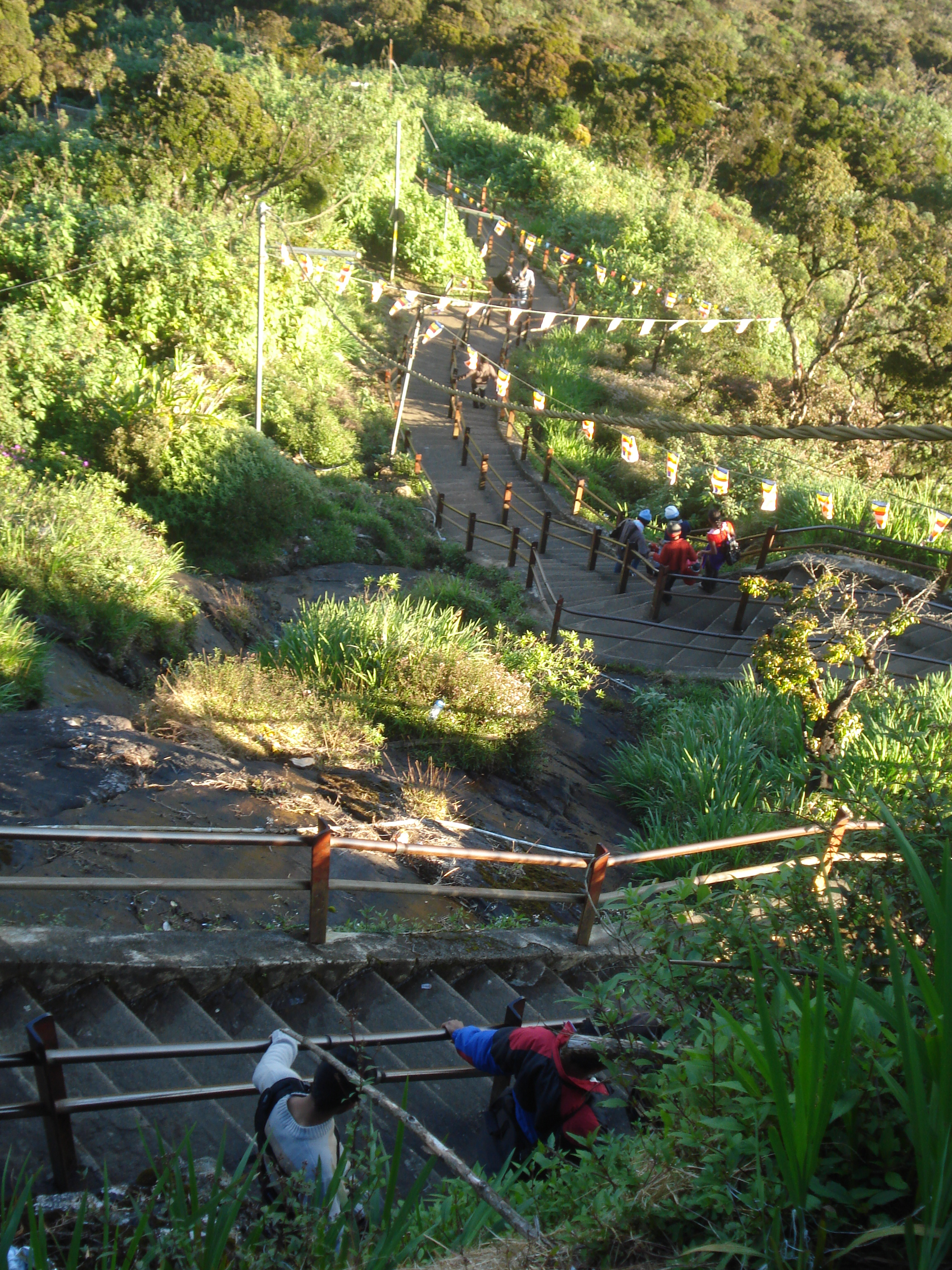
Mahagiri Dambaya

Degut a la seva importància històrica pels diversos pobles que han habitat la regió, la muntanya és referida per molts termes.
Sri Pada és el terme, derivat del sànscrit, utilitzada pels singalesos en un context religiós. Aquest nom també és entès en pali i pot ser traduït com "el peu sagrat". Es refereix en l'empremta en forma de peu que hi ha al cim: els budistes creuen que és de Buda. Altres tradicions asseguren que és la petjada d'Adam, en la seva primera entrada al món.
Shivanolipatha Malai i Shiva padam són dos noms tàmil amb significats similars, però referint-se a les petjades de Shiva.
El nom en singalès de la muntanya és Samanalakanda, que es refereix al déu Saman, que es diu que habita al cim de la muntanya, o a les papallones (samanalayā), que freqüenten la muntanya durant les seves migracions anuals a la regió.
Altres significats històrics i locals inclouen: Ratnagiri (cim de les joies), Samantakuta (Pic de Saman), Svargarohanam (escalada al cel), Mount Rohana, i altres variacions amb l'arrel rohana.

## La Muntanya Sagrada

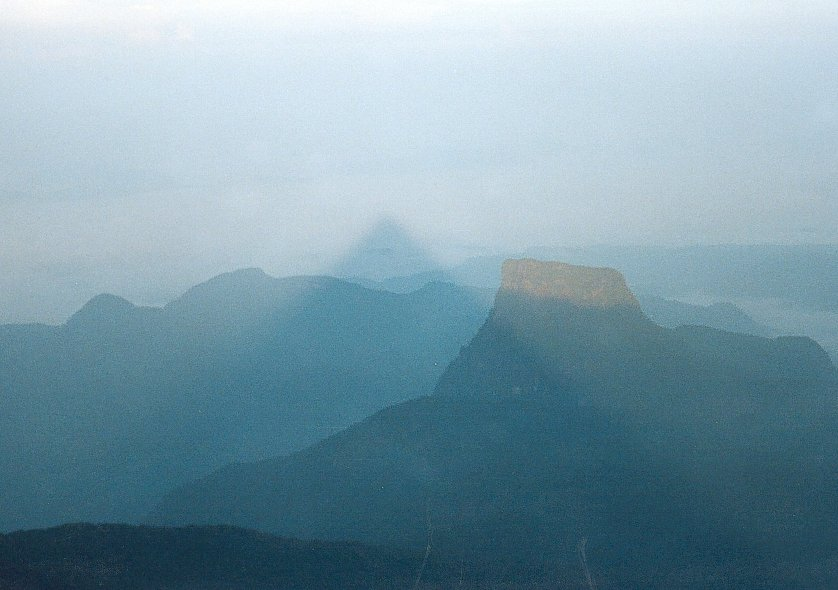
L'ombra del vessant occidental

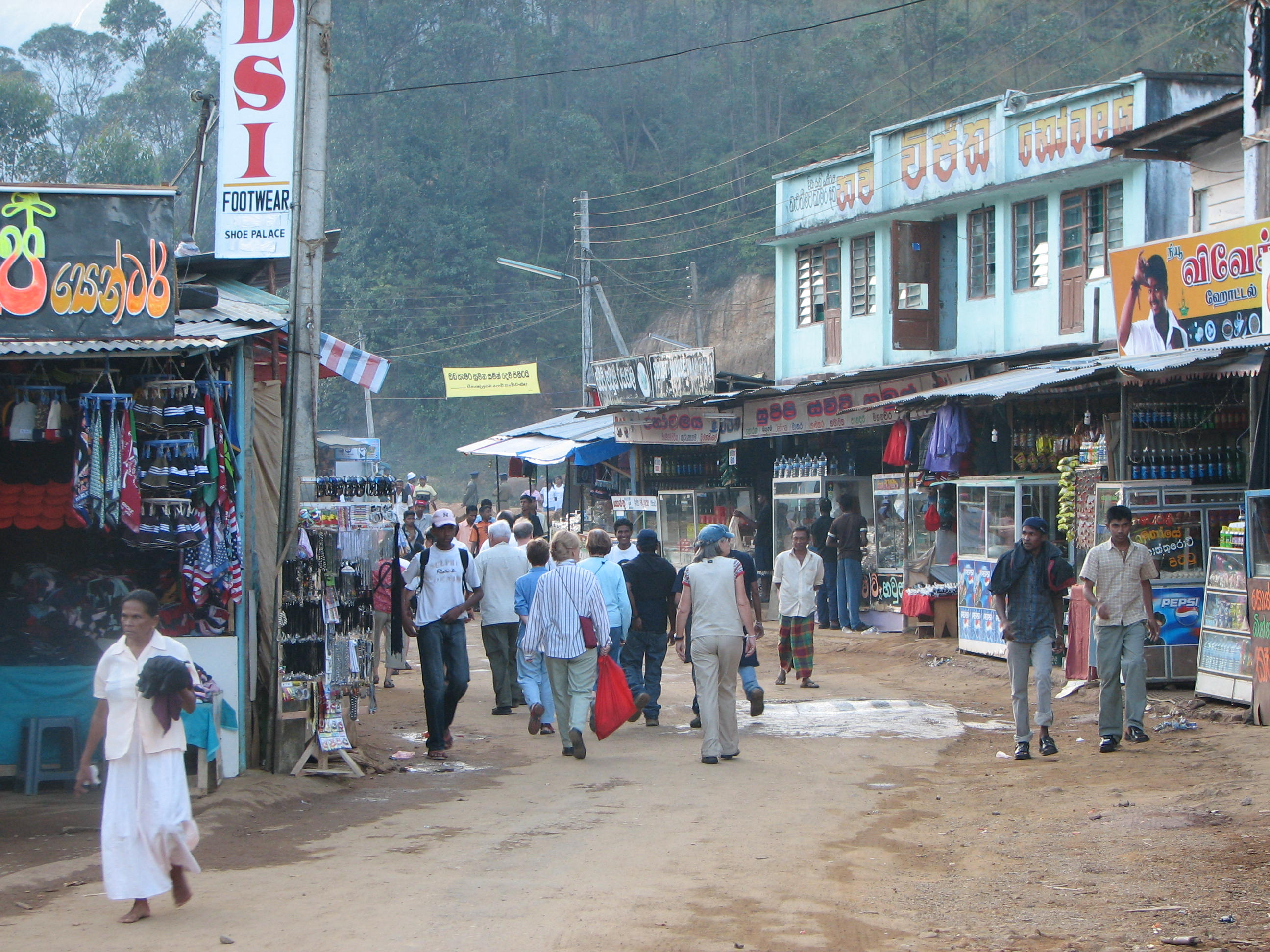
El poble de Maskeliya, al peu de la muntanya, on comencen les escales

Els budistes, hinduistes, musulmans i cristians el consideren un lloc sagrat. Té qualitats específiques que el fan remarcable, incloent-hi el seu perfil dominant i pendent i la roca del cim que té un cràter que s'assembla a l'empremta d'un peu. Segons unes notes de l'Encyclopædia Britannica del 1910:

Durant un llarg període, el Pic d'Adam es suposava que era la muntanya més alta de Sri Lanka, però actuals mesures han provat que només té 7353 peus per damunt del nivell del mar. Aquesta elevació és tant remarcable com els nombrosos peregrins d'Orient que rep. Els Brahmans diuen que és la petjada de Xiva, els budistes, que és de Buda i els musulmans creuen que és d'Adam, mentre que els cristians estan dividits entre els que pensen que és de Tomàs apòstol i de l'eunuc de Candace, reina d'Etiòpia. La petjada és guardada per monjos d'un ric monestir que està a mig camí del cim de la muntanya.

És un important lloc de pelegrinatge, sobretot per hinduistes i budistes. Els peregrins pugen a la muntanya per moltes rutes de milers d'esglaons. Calen moltes hores per arribar al cim. L'estació de pelegrinatge del pic és a l'abril, quan la muntanya mostra unes ombres particulars quan el sol s'aixeca.
Escalar-lo de nit pot ser una experiència remarcable, amb les llums del camí i els estels al cel. En el camí hi ha parades per a descansar.

## Llegendes

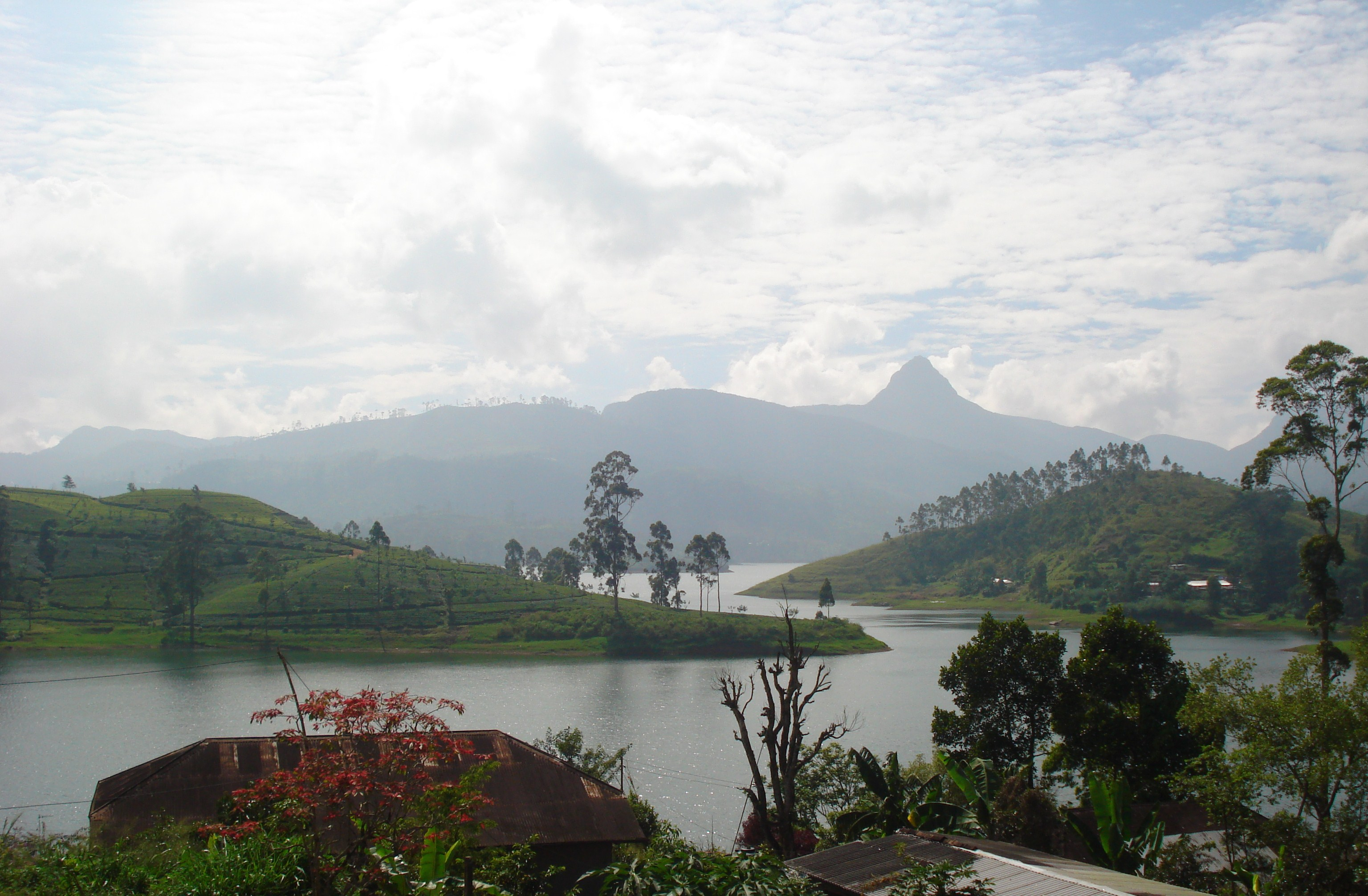
Vista del Pic d'Adam des del poble de Maskeliya

Normalment es puja a la muntanya entre el desembre i el maig. Durant els altres mesos és dur escalar la muntanya per la pluja pesada, el fort vent i la boira espessa.
Els budistes diuen que la marca de la petjada l'ha fet el peu de Buda. Els tàmil hindús creuen que és la petjada de Xiva.
Musulmans i cristians de Sri Lanka creuen que és a on Adam va fer la primera petjada després de la seva expulsió del Jardí de l'Edèn. Aquesta llegenda està relacionada amb la creença que Sri Lanka era el Jardí de l'Edèn original.
Un santuari dedicat a Saman (una deïtat budista) protegeix el cim de la muntanya.